# ネイサン・ピーターマン
ネイサン・ピーターマン（Nathan Peterman 1994年5月4日- ）はフロリダ州ジャクソンビル出身のアメリカンフットボール選手。ポジションはクォーターバック。2017年から2018年にかけて100回以上パスを投げたNFL選手の中で最もインターセプト率が高い不名誉な記録を作った。

## 経歴

### プロ入りまで
セントジョンズ郡の高校時代、最終学年の時に2,392ヤード、36タッチダウンの成績を残した。
テネシー大学に進学した彼は、1年目の2012年は、レッドシャツとして過ごした。2013年、ジャスティン・ワーリーの控えQBの1人となった。初出場は、45-0で勝利したホームのニーランド・スタジアムで行われたオースティン・ピー州立大学戦の途中からであった。チームがランク2位のオレゴン大学に敗れた後、ランク19位のフロリダ大学戦で初先発を果たした。この試合で彼はパス11回中4回成功、わずか5ヤードの獲得、2インターセプトで負傷退場した。この年パス23回中10回成功、45ヤード、2インターセプトの成績を残した。
2014年、ワーリーに次ぐ第2QBとなった彼は7試合に出場し、ランク3位のミシシッピ大学戦でワーリーが負傷したため、ランク4位のアラバマ大学戦では先発出場したが、ジョシュア・ドブズが途中交代で出場、次のサウスカロライナ大学戦以降はドブズが先発した。50-16で勝利したケンタッキー大学戦で途中出場し、パス20回中10回成功、49ヤードを獲得した。
2015年にピッツバーグ大学に転校した。当初チャド・ボイティクの控えだった彼は、2試合を終えた後、先発QBとなった。転校後、初先発したアイオワ大学戦でパス29回中20回成功、219ヤード、2タッチダウン、2インターセプトの成績を残した。その後も先発QBの座を守り、この年パス314回中193回成功、2,287ヤード、20タッチダウン、8インターセプト、チームは8勝5敗の成績を残した。
最終学年となった2016年も先発QBを務め、11月12日のクレムゾン大学（この年全米チャンピオンとなった。）戦では308ヤードを獲得、5タッチダウンをあげてチームは43-42で勝利した。この試合はクレムゾン大学のその年唯一の敗戦であった。この年彼は2855ヤードを獲得、27タッチダウン、7インターセプト、チームは8勝5敗の成績を残した。
2016年11月、シニアボウルに招待されることが発表された。2017年1月28日のシニアボウルではシカゴ・ベアーズのジョン・フォックスが率いるノースチームでプレー、パス23回中16回成功、153ヤード、1タッチダウンの成績を残した。
インディアナポリスで行われるNFLスカウティングコンバインに招待された15人のQBの1人となった。スカウトコンバインでは、3コンドリルでQB中5位、40ヤードダッシュで7位、垂直跳びとショートシャトルで6位タイとなった。

### バッファロー・ビルズ
2017年のNFLドラフト5巡でバッファロー・ビルズに指名された。QBとしてはこの年のドラフト8人目の指名となった。
T・J・イエーツ、カーデイル・ジョーンズと控えQBの座を争った。ジョーンズはロサンゼルス・チャージャーズにトレードされ、プレシーズンゲーム第3週のボルチモア・レイブンズ戦でエースQBのタイロッド・テイラーとイエーツが共に脳震盪で退場したため、交代出場した。
第10週のニューオーリンズ・セインツ戦で3-47とリードされた残り5分を切ってから交代出場、パス10回中7回成功、79ヤードを獲得、TEニック・オリーリへのタッチダウンパスを成功させた。第11週のロサンゼルス・チャージャーズ戦では先発出場するも、前半だけで5インターセプトを喫したため、ベンチに下げられテイラーが交代出場した。デビュー戦での5インターセプトはNFLタイ記録であった。第13週の試合でテイラーがひざを負傷したため、第14週のインディアナポリス・コルツ戦で再び先発出場、吹雪の中行われたこの試合でパス10回中5回成功、57ヤードを獲得、1タッチダウン、第3Qに脳震盪を起こして退場した。
2018年1月7日のジャクソンビル・ジャガーズとのワイルドカードプレーオフで、テイラーが脳震盪を起こした後、第4Qに交代出場、ファーストダウンを2回更新したが、相手CBジャレン・ラムジーに痛恨のインターセプトを喫し、チームは3-10で敗れた。
2018年、オフシーズンにビルズはテイラーをクリーブランド・ブラウンズにトレードした。ピーターマンはドラフト1巡で指名されたジョシュ・アレン、フリーエージェントで獲得したA・J・マキャロン と先発QBの座を争った。マキャロンはドラフト5巡と引き替えにレイダースにトレードされ、9月3日に開幕戦で先発することが発表された。
開幕戦のボルチモア・レイブンズ戦でパス18回中5回成功、24ヤード獲得、2インターセプト、チームは第3Qまでファーストダウンを1回も更新できず、ジョシュ・アレンが交代出場した。ピーターマンのQBレイティングは0.0であった。
第2週のロサンゼルス・チャージャーズ戦からはアレンが先発QBとなった。その4週間後にはデレック・アンダーソンがアレンの控えQBとしてチームに加入した。
ヒューストン・テキサンズ戦でアレンが負傷、アンダーソンがインアクティブだったため、ピーターマンは出場し、ゼイ・ジョーンズへのTDパスを決めたが、2インターセプトを喫し、その1つは、ジョナサン・ジョセフのインターセプトリターンタッチダウンとなり、チームは敗れた。
10月17日、ショーン・マクダーモットヘッドコーチは、第7週のインディアナポリス・コルツ戦でアンダーソンが先発すると発表した。アンダーソンがニューイングランド・ペイトリオッツとのマンデーナイトフットボールで負傷したため、ピーターマンは、11月4日のシカゴ・ベアーズ戦に出場、自己ベストの188ヤードを獲得したが、3インターセプトを喫し、1回はリターンタッチダウンを決められた。第10週のニューヨーク・ジェッツ戦ではマット・バークリーが先発した。バイウィークを経てアレンの復帰の目処も立ったことから、ピーターマンは11月12日に解雇された。ビルズでの成績は4タッチダウン（パス3回、ラン1回）、12インターセプト。QBレイティング32.5であった。

### オークランド・レイダース
デトロイト・ライオンズ、デンバー・ブロンコスでのワークアウトを行った後、2018年12月19日にオークランド・レイダースとプラクティス・スクワッド契約を結んだ。レイダースのジョン・グルーデンヘッドコーチは、解説者を務めていた時期、大学時代の彼のプレーを絶賛していた。2019年1月1日、レイダースとフューチャー契約を結んだ。
2019年、デレック・カーの控えQBの座をマイク・グレノンと争った。ウィニペグで行われたグリーンベイ・パッカーズとのプレシーズンゲームでは、210ヤードを獲得、2タッチダウンをあげるなど、プレシーズンにパス成功率71.4%、475ヤードを獲得、3タッチダウン、インターセプトなしの成績をあげていたが、ひじの負傷のため、9月2日に故障者リスト入りした。
レイダースではデレック・カーのバックアップとして2021年シーズンまで在籍していたが、出場した試合は2試合に留まった。

### シカゴ・ベアーズ
2022年5月11日にシカゴ・ベアーズと契約した。同年8月30日、ベアーズから解雇され、翌31日にプラクティス・スクワッド契約を結んだ。
故障者リスト入りしたトレバー・シーミアンの代わりに同年12月3日にアクティブロースターに昇格した。12月24日に行われたバッファロー・ビルズ戦に交代出場し2本のパスを成功させた後、ヘイルメアリーパスを投げたがジャクアン・ジョンソンにインターセプトされた。第18週のミネソタ・バイキングス戦を前に負傷したジャスティン・フィールズに代わって先発QBに指名された。

### ニューオーリンズ・セインツ
2024年3月18日、ニューオーリンズ・セインツと1年契約を結ぶも、シーズン開始前の8月2日にリリースされた。

### ラスベガス・レイダース
2024年8月13日、ラスベガス・レイダースと契約を結んだが、27日にリリースされた。

### アトランタ・ファルコンズ
2024年9月3日、アトランタ・ファルコンズとプラクティス・スクワッド契約を結んだ。

## 人物
デビューして100回のパスで11回のインターセプトを喫している。アーロン・ロジャースはデビューから993回のパス試投で11回目のインターセプトとなっており、10倍以上のインターセプト率となっている。